# Golpe de Estado en Paraguay de 1954
 El golpe de Estado en Paraguay de 1954 fue una acción militar encabezada por Alfredo Stroessner, Epifanio Méndez Fleitas, y Tomás Romero Pereira entre el 4 y 8 de mayo del mencionado año, conduciendo al derrocamiento del gobierno de Federico Chaves, y el establecimiento de un gobierno interino encabezado por Romero Pereira, hasta la elección sin oposición de Stroessner como presidente de la República del Paraguay ese mismo año. El golpe inauguró treinta y cinco años de dictadura personalista de Stroessner, con el país permanentemente bajo estado de sitio, que terminarían con su derrocamiento en otro golpe de Estado en febrero de 1989.

## Antecedentes
Para la década de 1950, la estabilidad social y política en Paraguay se había erosionado severamente debido a más de dos décadas de crisis, incluida la guerra civil de 1947, la guerra del Chaco y las simpatías del expresidente Higinio Morínigo por el nazismo. El sistema político se encontraba desde la guerra civil inmerso en un régimen de partido único encabezado por la Asociación Nacional Republicana - Partido Colorado (ANR-PC). El presidente colorado Federico Chaves, quien había declarado el estado de sitio e inició una ofensiva contra sus oponentes políticos poco después de asumir el cargo, enfrentó una situación económica incierta en Paraguay y se dirigió al presidente del Banco Central, Epifanio Méndez Fleitas, para encabezar una recuperación económica nacional.
Los intentos de Méndez de convencer a Chaves de buscar el apoyo del gobierno argentino de Juan Domingo Perón demostraron ser impopulares con los elementos conservadores del Partido Colorado y Méndez fue presionado para que renunciara en enero de 1954. A pesar de su partida, Méndez continuó recibiendo el apoyo de algunas facciones del partido, así como el comandante del ejército Virgilio Candia, segundo del comandante de caballería, el coronel Néstor Ferreira. Ferreira era, él mismo, un fuerte partidario de Chaves. Más allá de esta rivalidad entre los partidarios de Chaves y los partidarios de Méndez, los llamados epifanistas, una rivalidad secundaria había comenzado a desarrollarse entre el gobierno y el ejército debido a la decisión de Chávez de equipar a la Policía Nacional con armamento pesado, medida que se enfrentó con el disgusto del comandante general del Ejército, Alfredo Stroessner.

## Sucesos
El 3 de mayo de 1954, Ferreira ordenó el arresto de Candia debido a las sospechas de su conspiración contra Chaves. Esto brindó a Stroessner la oportunidad de proponer una alianza entre el ejército y los epifanistas contra el gobierno.
El golpe se inició alrededor de las 8:00 p. m. del 4 de mayo de 1954, con un ataque a la sede de la policía en Asunción por comandos del Cuadragésimo Batallón de élite del ejército paraguayo liderado por Mario Ortega. Durante el asalto, el joven jefe de policía Roberto Pettit recibió un disparo y, aunque fue evacuado rápidamente por las fuerzas del ejército atacante a un hospital, murió a causa de sus heridas. El presidente Chaves. inicialmente buscó refugio dentro del Colegio Militar Francisco López y ofreció promover a su director, Marcial Samaniego, a la cabeza del Ejército paraguayo. Samaniego, sin embargo, era un viejo amigo de Stroessner y respondió a la oferta arrestando a Chaves de inmediato.
Durante una sesión de emergencia de la dirección del Partido Colorado convocada el 5 de mayo, se le pidió a Chávez que renunciara formalmente a la presidencia. La renuncia de Chávez provocó que el presidente del Partido Colorado, Tomás Romero Pereira, se convirtiera en presidente interino, no asumiendo hasta el 8 de mayo, fecha hasta la cual el país estuvo a la deriva, sin un liderazgo establecido.

## Consecuencias
El Partido Colorado nominó a Stroessner como su candidato a presidente en una elección adelantada el 11 de julio, que ganó al no haber ningún candidato opositor. Asumió el 15 de agosto, con mandato hasta 1958 para completar el período inconcluso de Chaves, de cinco años.
El régimen colorado veía la presidencia de Stroessner como una solución temporal a sus disputas internas e indecisión, y planeaban reemplazarlo. Stroessner no tenía una base de apoyo dentro del partido, que se dividió entre los partidarios de Chaves y los partidarios de Méndez. Durante los siguientes tres años, como parte de un esfuerzo por consolidar su posición, Stroessner trabajó para dejar de lado a los líderes de ambas facciones del partido. Mientras que Méndez fue reinstalado brevemente como presidente del Banco Central por Stroessner, poco después fue obligado nuevamente a renunciar. En 1955 intentó reunir a sus partidarios dentro del Ejército para derrocar a Stroessner, pero el plan fracasó y fue presionado para abandonar el país. Virgilio Candia fue ascendido al puesto de su exjefe, Néstor Ferreira, como comandante de la caballería, pero también se enfrentó al despido junto con otros oficiales epifanistas.
El teniente coronel Mario Ortega, comandante del Cuadragésimo Batallón, fue nombrado nuevo jefe de policía, el primero en una larga lista de personal del ejército para dirigir la aplicación de la ley paraguaya. Nestor Ferreira fue encarcelado brevemente, pero luego fue liberado y se le dio el mando del cuerpo de oficiales de reserva, un cargo que mantuvo hasta su retiro. El presidente depuesto, Chaves, fue enviado a Francia como embajador paraguayo. Se le permitiría volver posteriormente y moriría en 1978, con Stroessner aún en el poder, quien le concedería un funeral de estado. El expresidente interino, Romero, serviría como ministro de gabinete bajo Stroessner, quien lideraría Paraguay durante casi treinta y cinco años.